# 1985 في المغرب
الأحداث في العام 1985 في المغرب.

## الحكم
- الملك: الحسن الثاني
- رئيس الحكومة: محمد كريم العمراني
- وزير الداخلية: إدريس البصري

## الأحداث
- في 15 نوفمبر 1985: جمع إدريس البصري بين وزارتي الداخلية والإعلام.

## كتب
- تأسيس «دار توبقال للنشر» مع حلول الدورة 16 من المعرض الدولي للنشر والكتاب بالدار البيضاء.[1]

## أفلام
بعد الكم القياسي الذي سجلته السينما المغربية سنة 1984 حيث تم إنتاج 8 أفلام روائية طويلة ستشهد سنة 1985 تراجعا كبيرا في عدد الأفلام، وحسب ماورد في الفيلموغرافيا التي اصدرها المركز السينمائي بمناسبة الاحتفال بستينية السيمنا المغربية فإن حصيلة 1985 لم تتعد فيلمين ويتعلق الامر بـ «ظل الحارس» إنتاج وتأليف وإخراج سعيد سودة وفيلم «شمس» تأليف وإخراج نجيب الصفريوي. (المصدر: جريدة الصحراء المغربية، الصفحة 7، بتاريخ الأربعاء 06 يونيو 2018.)
- شمس (فيلم مغربي) - من إخراج نجيب الصفريوي.
- ظل الحارس (فيلم مغربي) - من إخراج سعيد سودة.

## موسيقى
- 1985: حصلت الفنانة لطيفة رأفت على جائزة الأغنية المغربية بفضل أغنيتها “خويي”.

## جوائز
- 1985: نال الدكتور المهدي المنجرة وسام الفنون والآداب من فرنسا.

## مواليد
- محسن فكري، (شهيد الريف والحسيمة).
- سعد لمجرد، (مغني مغربي).
- كريم الأحمدي، (لاعب كرة قدم مغربي/هولندي).
- بدر سلطان، (مغني مغربي).
- الدوزي، (مغني مغربي).
- محمد باسو، (كوميدي مغربي).
- عبد العظيم خضروف، (لاعب كرة قدم مغربي).
- نصرالدين خيامي بلمهدي، (شاعر مغربي).
- عادل رامي، (لاعب كرة قدم فرنسي من اصول مغربية).
- زينب المغير، (طباخة مغربية حاصلة على الجائزة الفضية من يوتيوب سنة 2016).
- فوزي عبد الغني، (لاعب كرة قدم مغربي).
- صلاح الدين بوقدير، (فنان تشكيلي مغربي).
- مصطفى العزيز، (عداء ماراثون مغربي).